# 吳融
吳融（850年—903年），字子華，越州山陰（今浙江紹興市）人。羊紹素表兄。
唐大中四年（850年）出生，吴翥之子，吳蜕之兄長。與王定保友好，吴融將女兒嫁給他“初力學，富辭調，工捷，頗負時望。”，与诗人韩偓、方干、贯休等人交往唱和。昭宗龍紀元年（889年）進士及第。大顺二年（891年）隨宰相韋昭度討蜀，表掌書記，累遷侍御史，後韋昭度被杀，一度去官，流落荊南。後召為左補闕，拜中書舍人。天復元年（901年）受命於御前起草詔書，頃刻而就，甚得昭宗激賞，進戶部侍郎。同年冬天，昭宗被宦官韓全誨等劫持至鳳翔（今陝西寶雞），融扈隨不及，去客閿鄉，天復三年（903年）正月，昭宗返回長安，不久召還吳融為翰林承旨，卒于任上。有三子，长子吴濬、次子吴济、三子吴汉。
吳融善作詩，流传下来有三百余首，十分可观，詩風承襲晚唐溫庭筠、李商隱一派，《四庫全書總目》說“音節諧雅，猶有中唐之遺風”。有《唐英歌詩》三卷傳世。